# Pane di Calitri
Il pane di Calitri è un prodotto di panetteria tradizionale di Calitri, in provincia di Avellino.
Il pane di Calitri è piuttosto antico, tanto che la sua produzione è documentata da utensili e altro materiale esposto presso il museo della civiltà contadina di Aquilonia, nonché da foto e documentazione varia conservate presso i comuni dell'area.
Ottenuto con semola di grano duro e farina grano tenero, è caratterizzato dalla forma circolare e da un taglio longitudinale.

Le forme possono pesare dai 2 ai 6 kg, caso in cui vengono chiamate “ruote di carro” per le loro grandi dimensioni.

La crosta, molto croccante, è di colore bruno scuro e di sapore molto caratteristico e la mollica ha piccole occhiature diffuse ed uniformi.

L'impasto è ottenuto con "crescente", farina, semola, acqua e sale e la lavorazione richiede un prolungato procedimento di impasto, seguita da una successiva fase di fermentazione a caldo, al buio e a temperature di 18-20 °C.
La cottura avviene in forni a legna o elettrici e, per ottenere una cottura omogenea, le forme vengono spostate in diversi punti del forno.